# Morandi (musikgrupp)
Morandi är en rumänsk europopgrupp som bildades 2005. Morandi är främst populära i länder som till exempel Rumänien, Ryssland, Bulgarien, Polen, Tjeckien, Slovakien, Ukraina och Grekland. Man har i dessa länder bland annat haft hitlåtar som Angels, Save Me och Colors.

## Diskografi

### Studioalbum
- 2005 - Reverse
- 2006 - Mind Fields
- 2007 - N3XT med låten Angels